# Gut Staltach

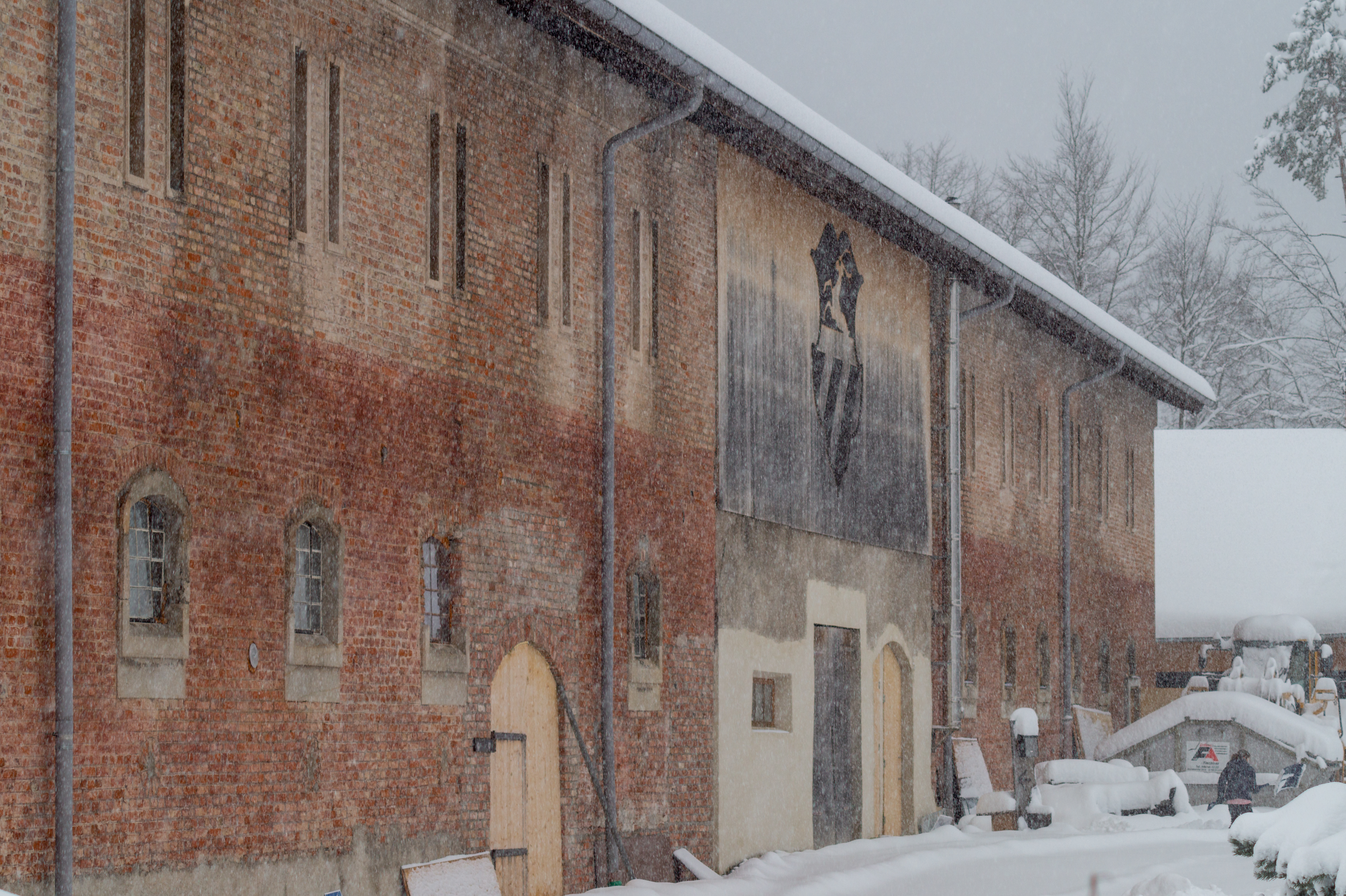
Gutsgebäude, 2019

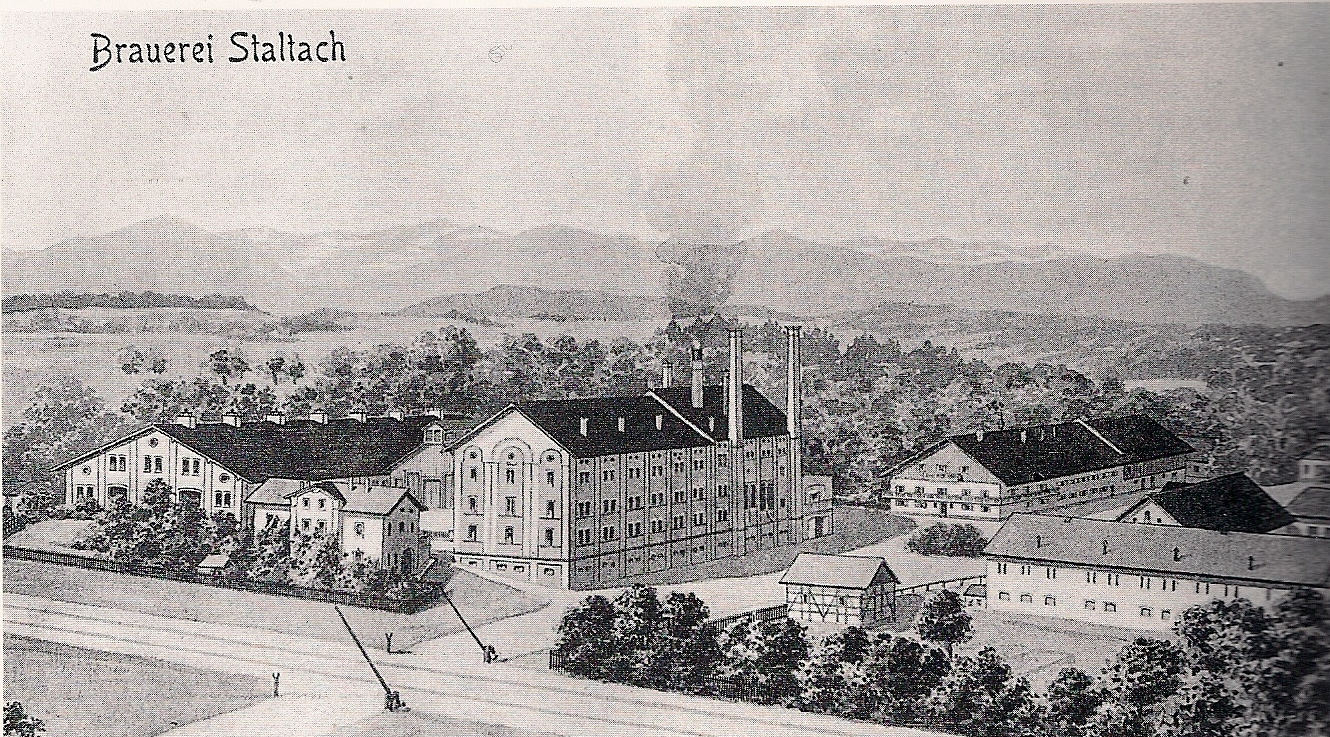
Brauerei Staltach, um 1930

Das Gut Staltach bei Iffeldorf ist ein historisches Gut mit ehemaligem Torfwerk, Brauerei und landwirtschaftlichem Gut, das seit dem Erwerb 1861 durch Josef Anton Ritter von Maffei und durch Fortführung seines Erben Hugo von Maffei die gesamte Region südlich des Starnberger Sees nachhaltig prägte.
Das Gut liegt südlich von München in Oberbayern an der Kochelseebahn.

## Geschichte
Im Jahr 1856 kauft der Münchner Geschäftsmann Ministerialrat Wilhelm von Weber die ersten beiden Staltacher Höfe, 1858 auch noch den dritten, um sie für den Torfabbau zu nutzen. Begründet auf einer schlechten finanziellen Lage des Gutes erwarb der Sohn eines in München lebenden Italieners Joseph Anton von Maffei im Jahre 1861 die Staltacher Güter für 150.000 Gulden, um den Torf für sein Lokomotivenwerk in München zu nutzen. Durch Tauschgeschäfte und Zusatzkäufe im Wert von rund 350.000 Gulden erweiterte er den Staltacher Grundbesitz auf fast 1000 Hektar und führte für die damalige Zeit eine beachtliche Viehhaltung mit einem großen Hofstaat. Bis zu seinem Tod 1870 benutze er das von ihm erbaute Landhaus im Gut Staltach als Sommerquartier und vererbte dann den ganzen Besitz an seinen Neffen Hugo von Maffei.
Der patriarchisch regierende Nachfolger mehrt das Familienvermögen zwischen 1870 und 1890 durch weitere 53 Käufe und Tauschaktionen. 1871 bis 1874 wurde die Staltacher Brauerei erbaut, deren Produktion sich auf etwa 6000 Scheffel pro Jahr belief. 1877 nahm er ein eigenes Krankenhaus in Betrieb . Im Gegensatz zu seinem Vater baute er die Landwirtschaft im Gut Staltach aus und wirtschaftete mit Wald und Wiesen. 1902 machte Hugo Staltach zum Fideikommissgut. Dies war nach seinem Tod 1921 jedoch umsonst, da diese Möglichkeit, Großgrundbesitz zu schützen mit der Weimarer Verfassung abgeschafft wurde. Nach dem Tod Hugo von Maffeis trat dessen 60 Jahre alter Sohn Alfons bis zu seinem Tod 1926 nur eine kurze Verwaltungszeit des Guts an. Unter anderem die Oberlauterbacher Höfe erbte Alfons’ Tante, die Schwester von Hugo, Laura, verheiratete von Malaisé. Die nachfolgenden Jahre brachten der Familie wegen Verschwendung und schlechten Wirtschaftens große Schwierigkeiten. Große Teile des Staltacher Besitzes mussten verkauft werden, die Kernsubstanz konnte mit einigen Schwierigkeiten dennoch erhalten bleiben. Die Staltacher Brauerei wurde im Jahr 1927 wegen zu starkem Wettbewerbsdruck an die Paulaner Brauerei verkauft. Etwa zur gleichen Zeit wurde das Torfwerk an die Maschinenbau-Druck AG verkauft. 1961 wurde dann der Betrieb im Gut Staltach endgültig aufgegeben und im Jahr 1972 schloss auch das letzte Gut der Nachkommen der Maffei in Obereurach.